# Svéradice
Svéradice jsou obec v okrese Klatovy v Plzeňském kraji. Žije zde 302 obyvatel.

## Historie
První písemná zmínka o obci pochází z roku 1264 (Drslav ze Svéradic). V letech 1467–1669 je obec vlastněna rodem Chanovských z Dlouhé Vsi a na Chanovicích. Narodil se zde misionář Albrecht Chanovský z Dlouhé Vsi. Obec byla také dříve nazývána německy Swiratitz či počeštěně Swjratice.

## Obyvatelstvo
| Rok            | 1869 | 1880 | 1890 | 1900 | 1910 | 1921 | 1930 | 1950 | 1961 | 1970 | 1980 | 1991 | 2001 | 2011 | 2021 |
| -------------- | ---- | ---- | ---- | ---- | ---- | ---- | ---- | ---- | ---- | ---- | ---- | ---- | ---- | ---- | ---- |
| Počet obyvatel | 618  | 658  | 591  | 582  | 576  | 557  | 465  | 394  | 342  | 304  | 327  | 355  | 354  | 336  | 286  |
| Počet domů     | 88   | 92   | 91   | 93   | 93   | 94   | 96   | 102  | 90   | 82   | 86   | 123  | 134  | 139  | 140  |

## Obecní správa
Mezi lety 1869–1980 Svéradice byly obcí v okrese Strakonice (1869–1930), poté v okrese Horažďovice (1950) a později opět v okrese Klatovy. Od 1. července 1980 do 23. listopadu 1990 patřily jako část obce k Velkému Boru a od 24. listopadu 1990 jsou opět samostatnou obcí, ale Komušín již zůstal součástí Horažďovic a Slivonice součástí Velkého Boru. Od 30. dubna 1976 do 30. června 1980 k obci patřily Komušín a Slivonice.

### Obecní symboly
Znak a vlajka byly obci uděleny rozhodnutím předsedy Poslanecké sněmovny Parlamentu České republiky dne 27. června 2001.

## Pamětihodnosti
- Vodní mlýn U Chaloupků
- Kaple svatého Bartoloměje
- Boží muka

## Galerie

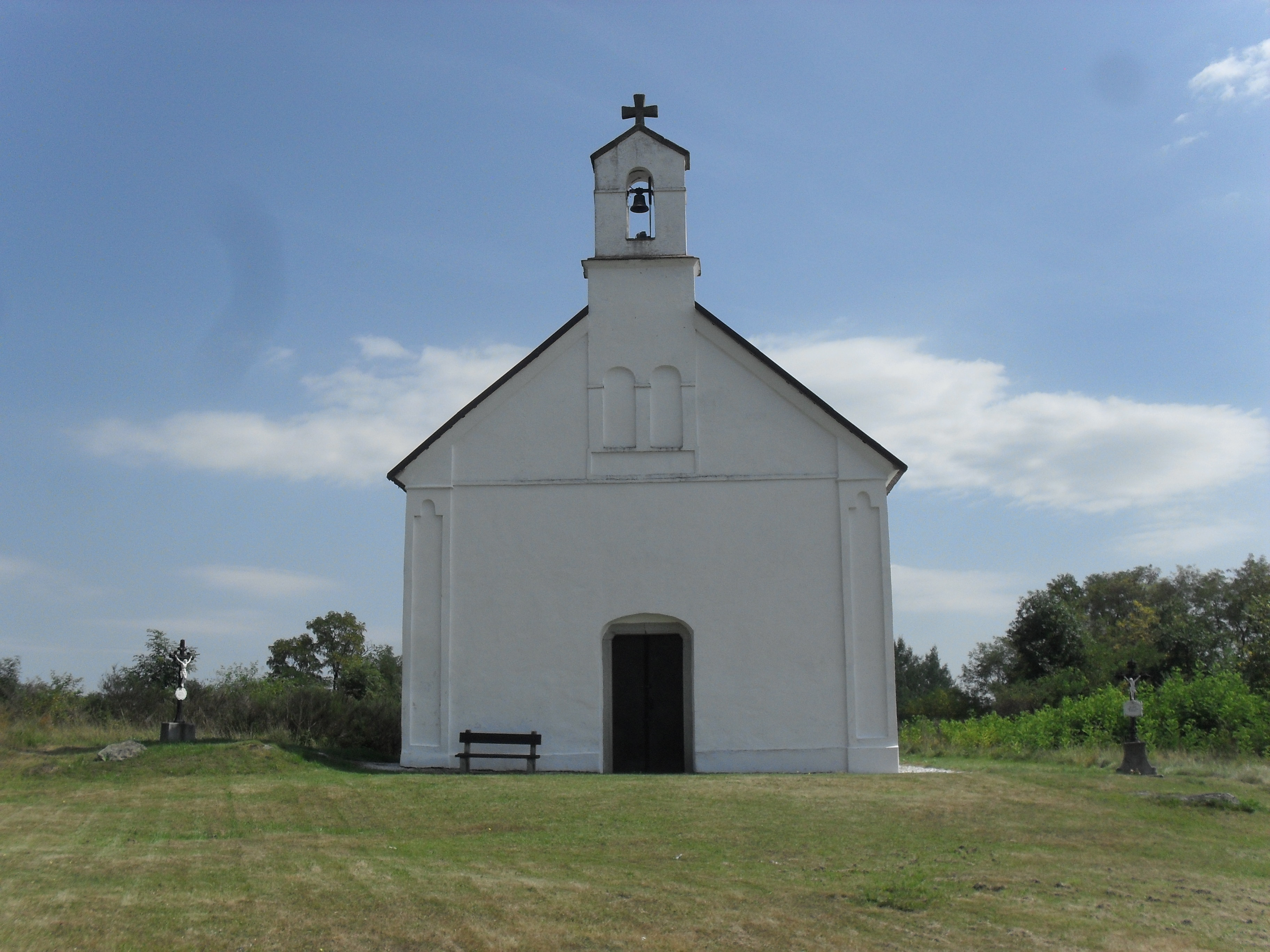
Kaple svatého Bartoloměje
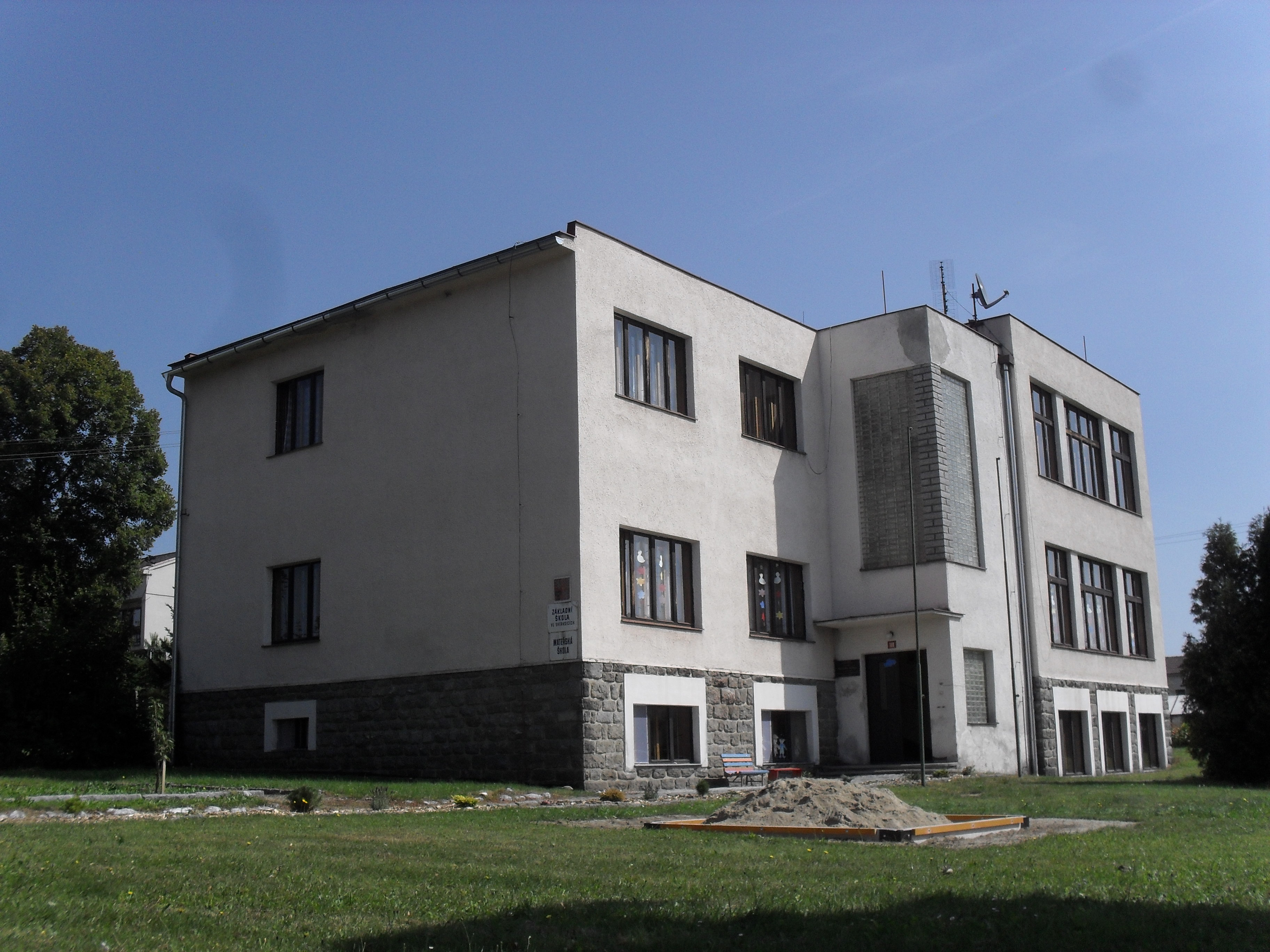
Základní škola a školka
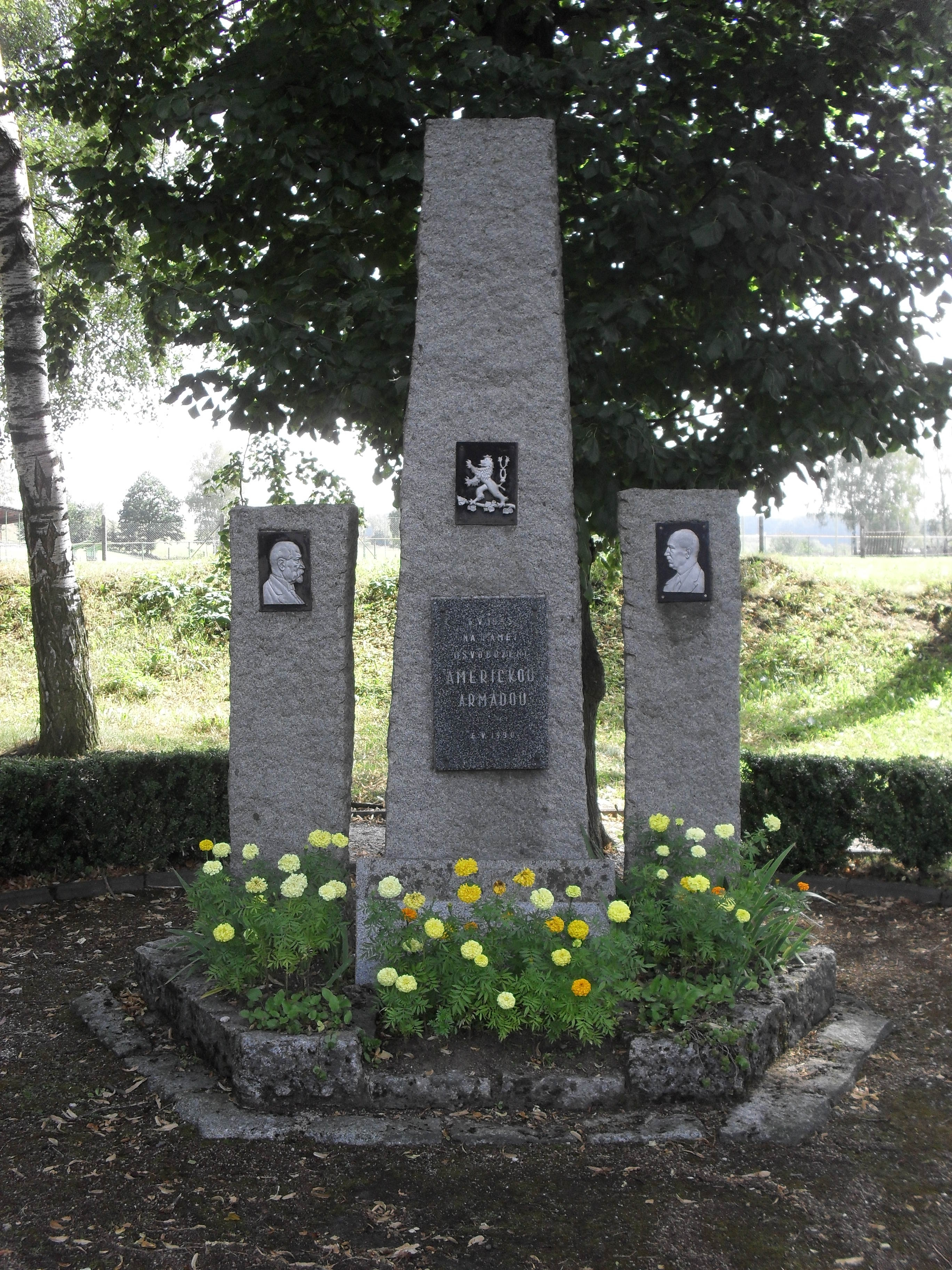
Památník osvobození obce Americkou armádou
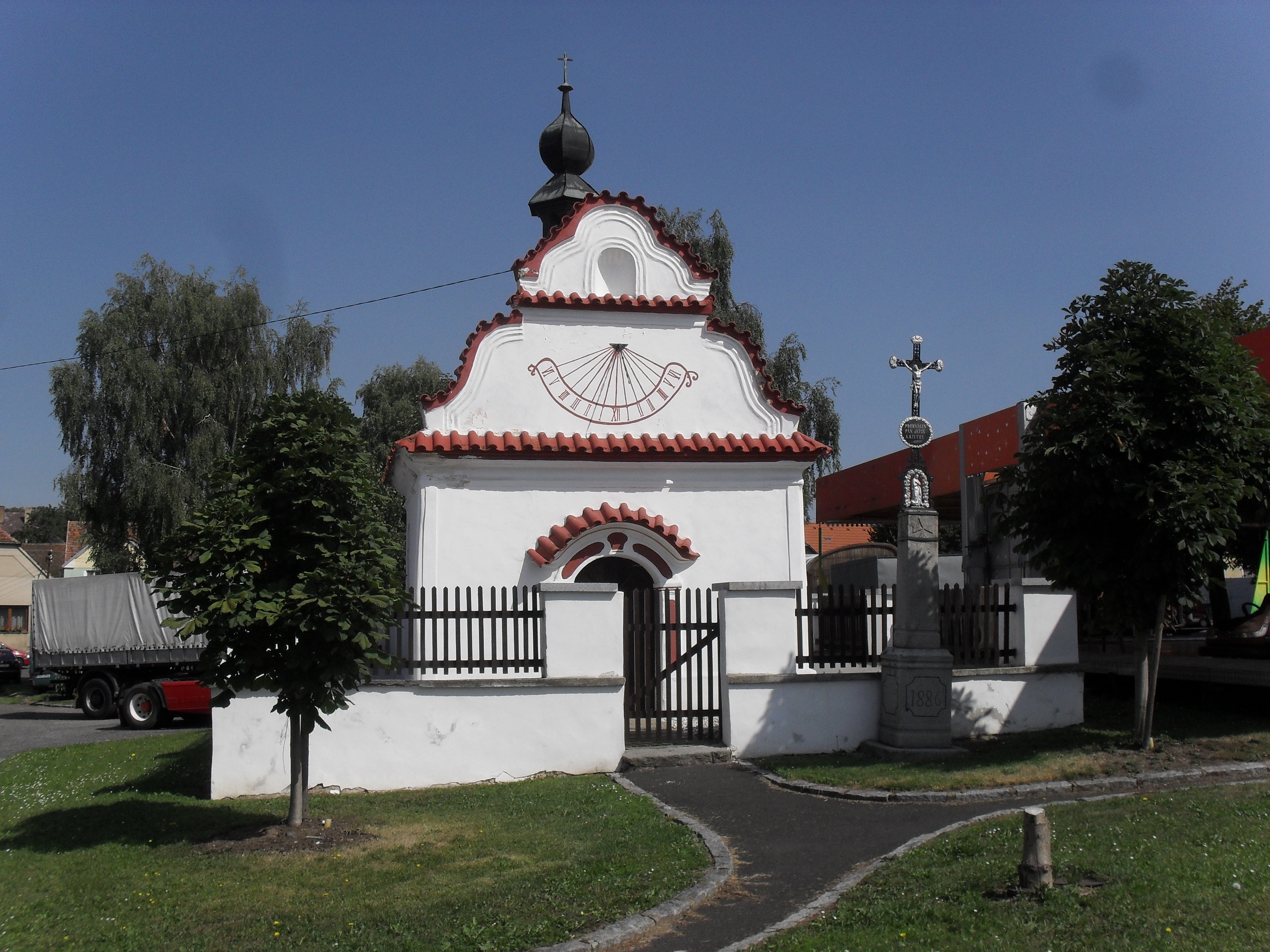
Kaplička na náměstí
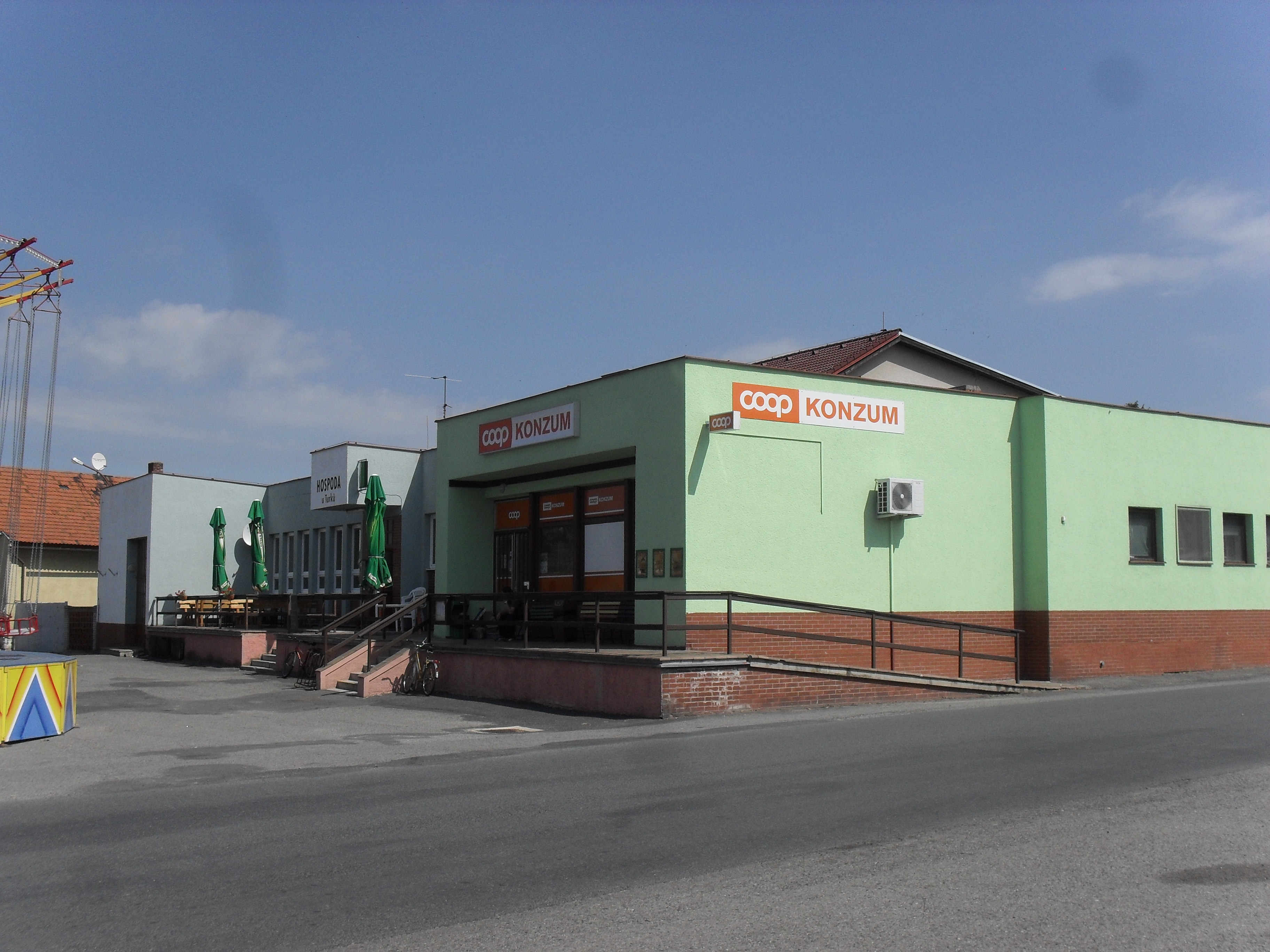
Coop a hospoda u Turků